# Emília de Promnitz-Pless
Cristina Joana Emília de Promnitiz-Pless (em alemão:  Christine Johanna Emilie; Żary, 15 de setembro de 1708 — Köthen, 20 de fevereiro de 1732) foi condessa de Promnitz-Pless por nascimento, e princesa consorte de Anhalt-Köthen pelo seu casamento com Augusto Luís de Anhalt-Köthen.

## Família

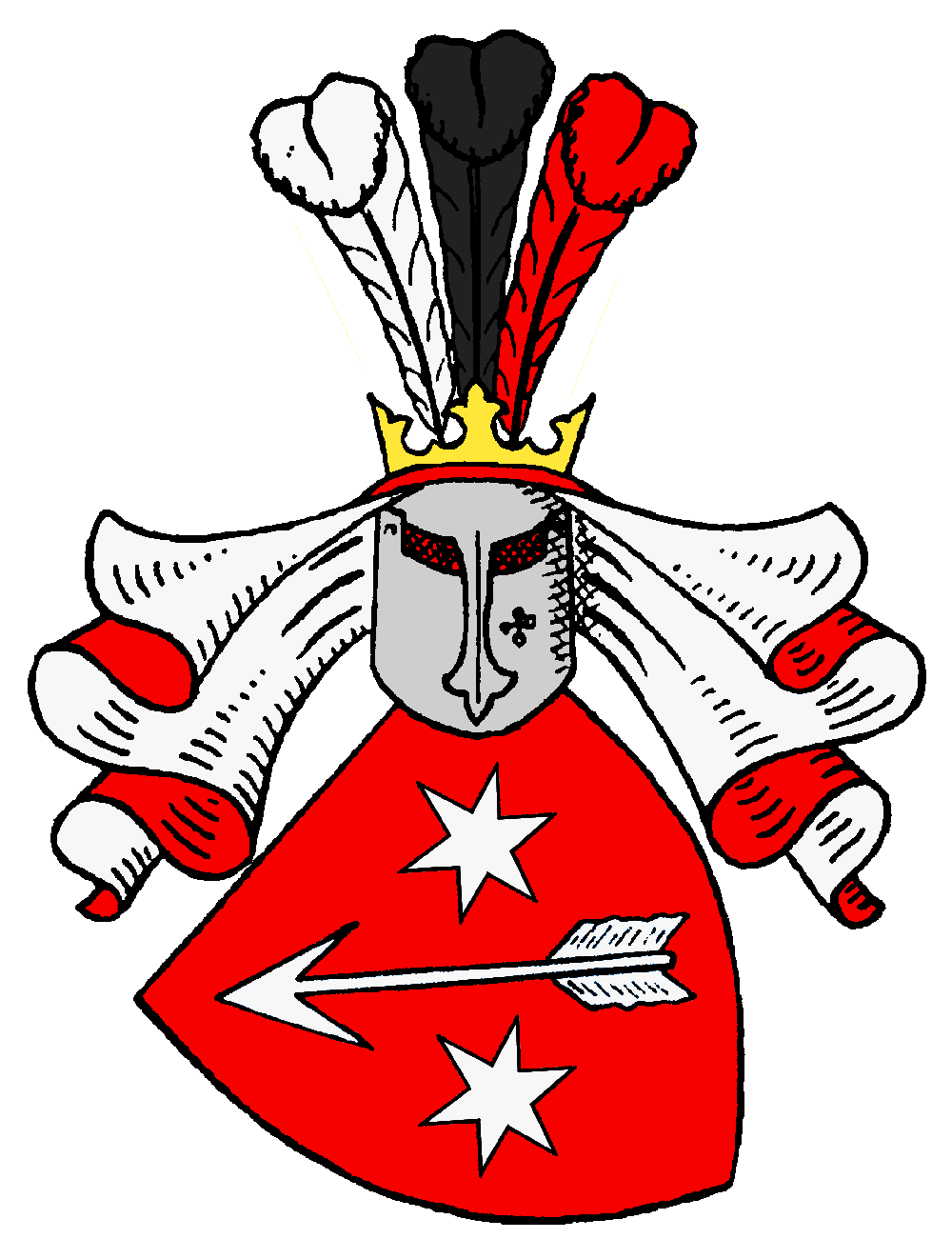
Brasão da família Promnitz

Emília foi a filha primogênita do conde Erdmano II de Promnitz e de Ana Maria de Saxe-Weissenfels. 
Os seus avós paternos eram o conde Baltazar Erdmano de Promnitz-Pless e a princesa Emília Inês Reuss de Schleiz. Os seus avós maternos eram João Adolfo I, Duque de Saxe-Weissenfels e sua primeira esposa, Joana Madalena de Saxe-Altemburgo.
Ela teve seis irmãos mais novos, que eram: Ana Frederica, que se casou com o príncipe Augusto Luís após a morte de Emília; Joana Sofia; Baltazar Erdmano; Maria Isabel, esposa de Henrique Ernesto de Stolberg-Wernigerode; João Erdmano, marido de Carolina de Schönaich-Carolath, e Inês Sofia, esposa do conde Henrique XXVIII de Reuss-Ebersdorf.

## Biografia

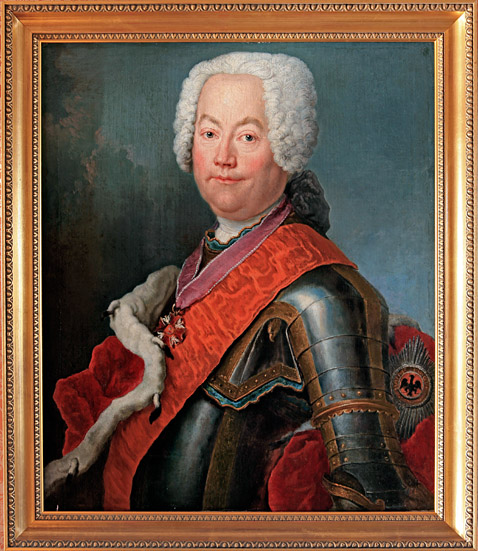
Retrato de Augusto Luís.

Aos 17 anos, Emília se casou com o príncipe Augusto Luís, de 28 anos de idade, na data de 14 de janeiro de 1726, na atual cidade polaca de Żary. Ela foi a sua segunda esposa, sendo que a primeira, Inês Guilhermina de  Wuthenau, resultado de um casamento morganático, morreu em 1725. Ele era filho do príncipe Emanuel Lebrecht de Anhalt-Köthen e de Gisela Inês de Rath.
O casal teve cinco filhos, três meninos e duas meninas.
Em 19 de novembro de 1728, o marido de Emília sucedeu ao irmão, Leopoldo, como príncipe soberano de Anhalt-Köthen.
Emília faleceu em 20 de fevereiro de 1732, com apenas 23 anos, em Köthen. Apenas nove meses depois, em novembro, o seu viúvo se casou com a irmã dela, Ana Frederica, com quem teve duas filhas.

## Descendência
- Cristiane Ana Inês (5 de dezembro de 1726 – 2 de outubro de 1790), foi a segunda esposa do conde Henrique Ernesto de Estolberga-Wernigerode, com quem teve três filhos;
- Frederico Augusto, Príncipe Hereditário de Anhalt-Köthen (1 de novembro de 1727 – 26 de janeiro de 1729);
- Joana Guilhermina (4 de novembro de 1728 – 17 de janeiro de 1786), foi casada com Frederico, Príncipe de Carolath-Beuthen, mas não teve filhos;
- Carlos Jorge Lebretch (15 de agosto de 1730 – 17 de outubro de 1789), sucessor do pai no principado. Foi casado com Luísa Carlota de Eslésvico-Holsácia-Sondenburgo-Glucksburgo, uma descendente do rei Cristiano III da Dinamarca, com quem teve seis filhos;
- Frederico Erdmano (27 de outubro de 1731 –  12 de dezembro de 1797), primeiro governante de Anhalt-Pless. Foi casado com a sua sobrinha Luísa Fernanda de Estolberga-Wernigerode, com quem teve nove filhos.